# Dioryche
Dioryche is een geslacht van kevers uit de familie van de loopkevers (Carabidae). De wetenschappelijke naam van het geslacht is voor het eerst geldig gepubliceerd in 1825 door W.S. MacLeay.

## Soorten
Het geslacht Dioryche omvat de volgende soorten:
- Dioryche braccata (Bates, 1891)
- Dioryche cavernosa (Putzeys, 1875)
- Dioryche chinnada Andrewes, 1921
- Dioryche clara Andrewes, 1922
- Dioryche colombensis (Nietner, 1857)
- Dioryche convexa Andrewes, 1924
- Dioryche indochinensis (Bates, 1889)
- Dioryche liparops Andrewes, 1933
- Dioryche longula (Bates, 1892)
- Dioryche melanauges Andrewes, 1922
- Dioryche nagpurensis (Bates, 1891)
- Dioryche sericea Andrewes, 1922
- Dioryche solida Andrewes, 1933
- Dioryche torta W.S.Macleay, 1825
- Dioryche yunnana Kataev, 2002